# 卡拉河 (俄羅斯)

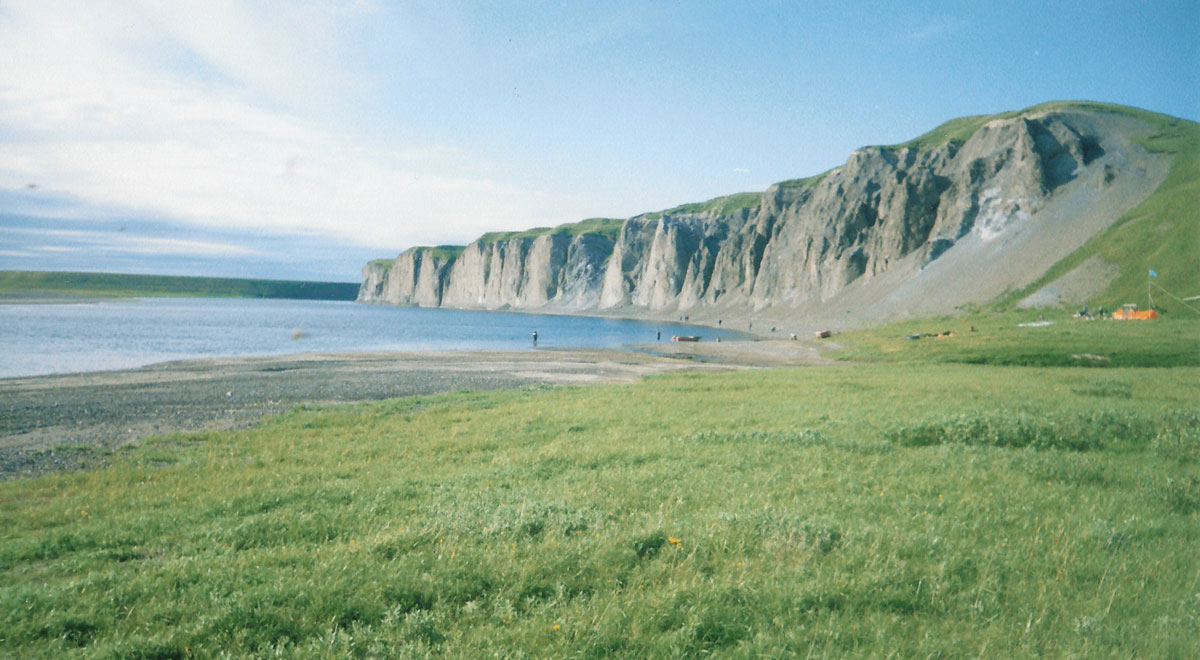
卡拉河下游河段景觀

卡拉河是俄羅斯的河流，流经涅涅茨自治區、亞馬爾-涅涅茨自治區、科米共和国，河道全長257公里，流域面積約13,400平方公里，河水主要來自雨水和融雪，每年十月至翌年六月結冰。